# Campeonato Rondoniense Segunda Divisão 2021
In 2021 werd de negende editie van het Campeonato Rondoniense Segunda Divisão gespeeld voor voetbalclubs uit de Braziliaanse staat Rondônia. De competitie werd georganiseerd door de FFER en werd voor het eerst sinds 2013 opnieuw gespeeld. Er namen twee teams deel, Genus dat eerder dit jaar uit de hoogste klasse degradeerde en Pimentense dat na een jaar geen competitievoetbal terugkeerde naar het profvoetbal. Er werd slechts één wedstrijd gespeeld en beide teams promoveerden. 				

## Finale
|                   |                    |  |                                                             |                              |
| 15 november 19:00 | Genus              |  | Pimentense                                                  | Estádio Aluízão, Porto Velho |
| 15 november 19:00 | Bê 15' Falador 34' |  | 12' (own) Mauricio 44' Mateus Oliveira 45+2' Pablo Vinícius | Estádio Aluízão, Porto Velho |

## Kampioen
| Campeonato Rondoniense Série B 2021 |
| Rondônia                            |
| ----------------------------------- |
| PIMENTENSE Kampioen (2° titel)      |